# Marilu Henner
Mary Lucy Denise Henner, nota come Marilu Henner (Chicago, 6 aprile 1952), è un'attrice statunitense, nota per aver preso parte alla serie TV Taxi.

## Biografia
Nata a Chicago da madre greca e padre polacco, da piccola si avvia nell'attività di ballerina, fino a partecipare a diversi spettacoli a Broadway nei primi anni settanta. Dal 1978 al 1983 interpreta il ruolo di Elaine Nardo nella serie TV Taxi, recitando in 114 episodi complessivamente. Grazie a questa partecipazione ha ricevuto cinque nomination ai Golden Globe televisivi (consecutive dal 1979 al 1983), senza tuttavia mai vincere. Nei primi anni '90 interpreta un'altra serie, Evening Shade. Ha preso parte anche a numerosi film per il cinema, tra cui I miei problemi con le donne (1983), Perfect (1985), Pazzi a Beverly Hills (1991) e Una bionda sotto scorta (1994).

## Vita privata
Dal 1980 al 1982 è stata sposata con Frederic Forrest. Dal 1990 al 2001 è stata sposata con Robert Lieberman. Nel 2006 si è sposata per la terza volta, con Michael Brown. Soffre di ipertimesia, una malattia che porta ad avere una memoria superiore al normale per quello che riguarda gli eventi della propria vita; in virtù di questa malattia ha prestato la sua consulenza nella realizzazione della serie televisiva Unforgettable.

## Filmografia

### Attrice

#### Cinema
- Between the Lines, regia di Joan Micklin Silver (1977)
- Una strada chiamata domani (Bloodbrothers), regia di Robert Mulligan (1978)
- Hammett - Indagine a Chinatown (Hammett), regia di Wim Wenders (1982)
- I miei problemi con le donne (The Man Who Loved Women), regia di Blake Edwards (1983)
- La corsa più pazza d'America n. 2 (Cannonball Run II), regia di Hal Needham (1984)
- Pericolosamente Johnny (Johnny Dangerously), regia di Amy Heckerling (1984)
- Addio vecchio West (Rustlers' Rhapsody), regia di Hugh Wilson (1985)
- Perfect, regia di James Bridges (1985)
- Pazzi a Beverly Hills (L.A. Story), regia di Mick Jackson (1991)
- Nella tana del serpente (Chains of Gold), regia di Rod Holcomb (1991)
- Rumori fuori scena (Noises Off...), regia di Peter Bogdanovich (1992)
- Una bionda sotto scorta (Chasers), regia di Dennis Hopper (1994)
- Man on the Moon, regia di Miloš Forman (1999)
- Lost in the Pershing Point Hotel, regia di Julia Jay Pierrepont III (2000)
- Enemies of Laughter, regia di Joey Travolta (2000)
- Vamps, regia di Amy Heckerling (2012)
- The Nightmare, regia di Alex Haney – cortometraggio (2012)
- Forest King, regia di Nikta Mansouri e Nat Motulsky – cortometraggio (2012)
- In-Lawfully Yours, regia di Robert Kirbyson (2016)
- Imperfections, regia di David Singer (2018)
- Life with Dog, regia di Corbin Bernsen (2018)
- The Mimic, regia di Thomas F. Mazziotti (2020)
- La casa dei fantasmi (Haunted Mansion), regia di Justin Simien (2023)

#### Televisione
- Off Campus, regia di Burt Brinckerhoff – film TV (1977)
- The Paper Chase – serie TV, episodio 1x01 (1978)
- Taxi – serie TV, 114 episodi (1978-1983)
- Dream House, regia di Joseph Hardy – film TV (1981)
- Super Bowl XVII Pre-Game Show – film TV (1983)
- Mister Roberts, regia di Melvin Bernhardt – film TV (1984)
- Stark - Luci sfolgoranti (Stark), regia di Rod Holcomb – film TV (1985)
- Alfred Hitchcock presenta (Alfred Hitchcock Presents) – serie TV, episodio 1x06 (1985)
- Great Performances – serie TV, 1 episodio (1985)
- Casalingo Superpiù (Who's the Boss?) – serie TV, episodio 2x22 (1986)
- Love with the Perfect Stranger, regia di Desmond Davis – film TV (1986)
- Grand Larceny, regia di Jeannot Szwarc – film TV (1987)
- Channel 99, regia di James Burrows – film TV (1988)
- Omicidio in abito da sera - Lady Killer (Ladykillers), regia di Robert Michael Lewis – film TV (1988)
- The Tracey Ullman Show – programma TV, puntata 4x04 (1989)
- Evening Shade – serie TV, 99 episodi (1990-1994)
- Cybill – serie TV, episodio 2x03 (1995)
- Il coraggio di Nancy (Fight for Justice: The Nancy Conn Story), regia di Bradford May – film TV (1995)
- Non condannate mio figlio! (My Son Is Innocent), regia di Larry Elikann – film TV (1996)
- For the Future: The Irvine Fertility Scandal, regia di David Hugh Jones – film TV (1996)
- Titanic, regia di Robert Lieberman – miniserie TV (1996)
- George & Leo – serie TV, episodio 1x08 (1997)
- A Tale of Two Bunnies, regia di Randall Miller – film TV (2000)
- Progetto Mercury (Rocket's Red Glare), regia di Chris Bremble – film TV (2000)
- Providence – serie TV, episodi 4x19-4x20 (2002)
- Greg the Bunny – serie TV, episodio 1x10 (2002)
- Un matrimonio quasi perfetto (Love Rules!), regia di Steven Robman – film TV (2004)
- Center of the Universe – serie TV, episodio 1x03 (2004)
- Joint Custody, regia di Shawn Levy – film TV (2005)
- A casa di Fran (Living with Fran) – serie TV, episodio 1x02 (2005)
- Gone But Not Forgotten, regia di Armand Mastroianni – film TV (2005)
- The Comeback – serie TV, episodio 1x01 (2005)
- Good Behavior, regia di Charles McDougall – film TV (2008)
- Sospetto letale (The Governor's Wife), regia di David Burton Morris – film TV (2008)
- My Boys – serie TV, episodio 2x09 (2008)
- The Apprentice – programma TV, 25 puntate (2008-2013)
- E.R. - Medici in prima linea (ER) – serie TV, episodio 15x22 (2009)
- Party Down – serie TV, episodio 1x03 (2009)
- Numb3rs – serie TV, episodio 6x14 (2010)
- The Fran Drescher Show – programma TV, puntata 1x09 (2010)
- Accidentally in Love, regia di David Burton Morris – film TV (2011)
- Grey's Anatomy – serie TV, episodio 8x06 (2011)
- Unforgettable – serie TV, episodio 1x09 (2011)
- Holiday High School Reunion, regia di Marita Grabiak – film TV (2012)
- Il mio non fidanzato per Natale (Hitched for the Holidays), regia di Michael Scott – film TV (2012)
- Home & Family – programma TV, 16 puntate (2012-2020)
- Due uomini e mezzo (Two and a Half Men) – serie TV, episodio 10x23 (2013)
- The Glades – serie TV, episodi 4x09-4x13 (2013)
- Good Day L.A. – serie TV, 1 episodio (2013)
- The Dr. Oz Show – programma TV, puntate 4x102-7x180 (2013; 2016)
- Giugno in gennaio (June in January), regia di Mark Griffiths – film TV (2014)
- Brooklyn Nine-Nine – serie TV, 5 episodi (2014)
- The Crazy Ones – serie TV, episodio 1x22 (2014)
- Il mistero delle lettere perdute (Signed, Sealed, Delivered) – serie TV, episodio 1x06 (2014)
- I misteri di Aurora Teagarden (Aurora Teagarden Mysteries) – serie TV, 17 episodi (2015-in corso)
- Amore tra i rami (Love on a Limb), regia di Mel Damski – film TV (2016)
- The Neighborhood – serie TV, episodio 1x08 (2018)
- Bob Hearts Abishola – serie TV, episodio 1x12 (2020)
- Love, Lights, Hanukkah!, regia di Mark Jean – film TV (2020)
- V.C. Andrews' Pearl in the Mist, regia di David Bercovici-Artieda – film TV (2021)
- Un bacio prima di Natale (A Kiss Before Christmas), regia di Jeff Beesley – film TV (2021)

### Doppiatrice
- Principe Valiant (The Legend of Prince Valiant) – serie TV, episodio 1x15 (1992)
- Batman - La maschera del Fantasma (Batman: Mask of the Phantasm), regia di Eric Radomski e Bruce W. Timm (1993)
- Batman (Batman: The Animated Series) – serie TV, 4 episodi (1993-1995)
- Batman - Cavaliere della notte (The New Batman Adventures) – serie TV, episodi 1x01-2x08 (1997-1998)
- Batman & Mr. Freeze: SubZero, regia di Boyd Kirkland (1998)
- The Titanic Chronicles, regia di Wayne Keeley – film TV (1999)
- Andy Richter Controls the Universe – serie TV, episodio 2x09 (2003)

## Doppiatrici italiane
Nelle versioni in italiano delle opere in cui ha recitato, Marilu Henner è stata doppiata da:
- Anna Rita Pasanisi in Nella tana del serpente, Alfred Hitchcock presenta, The Glades
- Laura Boccanera in Rumori fuori scena, A casa di Fran
- Loretta Stroppa in Perfect
- Cinzia De Carolis in Pazzi a Beverly Hills
- Stefania Giacarelli in Taxi
- Veronica Pivetti in Titanic
- Cristiana Lionello in Un matrimonio quasi perfetto
- Franca D'Amato in Due uomini e mezzo
- Alessandra Cassioli in NCIS: Los Angeles
- Beatrice Margiotti in Brooklyn Nine-Nine
- Mirta Pepe in Grey's Anatomy
- Daniela Abbruzzese in Un bacio prima di Natale